# Artena submira
Artena submira là một loài bướm đêm trong họ Erebidae.